# Lissonota mediterranea
Lissonota mediterranea là một loài tò vò trong họ Ichneumonidae.